# Esquirol de les palmeres de Pennant
L'esquirol de les palmeres de Pennant (Funambulus pennantii) és una espècie de rosegador de la família dels esciúrids. Viu a l'Índia, l'Iran, el Nepal i el Pakistan Es tracta d'un animal diürn i arborícola. Els seus hàbitats naturals són els boscos caducifolis secs tropicals i subtropicals, els boscos montans, els herbassars, els matollars, les plantacions, la terra arable, els jardins rurals, les zones urbanes i la vegetació introduïda. És una espècie en risc mínim, és a dir, no sembla que hi hagi cap amenaça significativa per a la seva supervivència.
Aquest tàxon fou anomenat en honor del naturalista britànic Thomas Pennant.